# Чедраско
Чедра́ско (итал. Cedrasco) — коммуна в Италии, в провинции Сондрио области Ломбардия.
Население составляет 484 человека (2008 г.), плотность населения составляет 35 чел./км². Занимает площадь 14 км². Почтовый индекс — 23010. Телефонный код — 0342.

## Демография
Динамика населения: